# The Smithereens
The Smithereens é uma banda de rock formada em Carteret, Nova Jersey, em 1980. A banda lançou vários álbuns, os destaques são "Green Thoughts" de 1988, e "Eleven" de 1989 (Na qual contém a faixa "A Girl Like You", um hit da banda).
Teve pouca cobertura da mídia na época, talvez pelo estouro do grunge durante o auge da banda nos anos 90.
Suas influências são de bandas dos anos 60, como os Beatles.
Depois de lançarem o disco "God Save the Smithereens" de 1999, a banda ficou sete anos sem gravar nada até lançarem seus dois últimos álbuns: "Meet the Smithereens", um tributo aos Beatles contendo 12 faixas da fase beatlemania, de 2007, e "Chirstmas With the Smithereens", do mesmo ano com canções natalinas de covers como The Who, Ramones, Chuck Berry, Beach Boys, entre outros, além de duas canções próprias da banda.

## Membros
- Pat DiNizio (vocal, guitarra)
- Jim Babjak (guitarra)
- Mike Mesaros (baixo)
- Dennis Diken (bateria)

## Discografia
- 1980 - Girls About Town (D-Tone)
- 1983 - Beauty and Sadness (Enigma)
- 1986 - Especially for You (Enigma)
- 1987 - Live (Restless)
- 1988 - Green Thoughts (Capitol)
- 1989 - Eleven (Capitol)
- 1991 - Blow Up (Capitol)
- 1994 - A Date with the Smithereens (RCA)
- 1995 - Attack of the Smithereens (B-Sides) (Capitol)
- 1999 - God Save the Smithereens (Koch)
- 2004 - From Jersey It Came! The Smithereens Anthology (Capitol/EMI)
- 2007 - Meet the Smithereens (The Beatles Tribute) (Koch)
- 2007 - Chirstmas With the Smithereens (Koch)

## Influências
- The Who
- The Rolling Stones
- The Kinks
- Cheap Trick
- The Byrds
- Big Star
- The Beatles
- The Beach Boys

## Artistas Similares
- The Romantics
- Hoodoo Gurus
- R.E.M.
- The Replacements
- The Lemonheads
- The Posies